# Napoleon Dynamite
Napoleon Dynamite is een komedie uit 2004 geregisseerd door Jared Hess. Het is de eerste lange speelfilm van Jared Hess en is gebaseerd op een korte film die hij ook regisseerde, genaamd Peluca. In de hoofdrol speelt Jon Heder, die dankzij Napoleon Dynamite bekend werd bij het grote publiek.
Napoleon Dynamite is geheel gefilmd in de zomer van 2003 in Idaho. De film werd voor het eerst getoond tijdens het Sundance Film Festival in januari 2004. In juni 2004 werd de film in een geselecteerd aantal bioscopen getoond en in augustus volgde er meer bioscopen. In totaal bracht de film $46.100.000 op. Gezien het budget van $400.000 was het een groot succes.

## Verhaal
Nadat de oma van Napoleon (Jon Heder) en Kip naar het ziekenhuis moet, komt Uncle Rico voor ze zorgen. Uncle Rico blijkt een chaotisch effect op Napoleon zijn leven te hebben. Zo krijgt Napoleon een afspraakje voor een dansfeest op school, maakt hij Napoleon belachelijk op zijn eigen school en verbreekt hij bijna de vriendschap tussen Napoleon en zijn danspartner voor het feest. Hij heeft ook invloed op Kip zijn leven. Zo voorkomt hij dat Kip genoeg geld kan verdienen om diens internet vriendin op bezoek te laten komen.
Napoleon heeft er genoeg van en doet alles om Uncle Rico het huis uit te krijgen. Gelukkig komt zijn oma net terug uit het ziekenhuis en moet Uncle Rico weer terug naar zijn caravan.
Op school is Napoleon druk bezig zijn nieuwe vriend Pedro populair te maken bij de rest van de school, zodat Pedro klassehoofd wordt. De grote kanshebber om te winnen is echter Summer. Als laatste poging om de klas te overtuigen wie moet winnen, mag iedere kandidaat een speech houden met daarna een dans. Na de speech van Summer, waarin ze heel veel beloftes doet, doet ze een korte dans met haar dansgroep. Dan is het de beurt aan Pedro, maar weet het publiek niet te overtuigen met zijn speech. Ook weet hij geen enkele dans te doen en verlaat zielig het podium.
Gelukkig is er Napoleon nog, dagen daarvoor heeft hij een dansvideo gevonden. Napoleon springt het podium op en weet dankzij zijn dans, op een lied van Jamiroquai, alsnog het publiek te overtuigen om op Pedro te stemmen.

## Rolverdeling
| Acteur         | Personage              | Opmerkingen |
| -------------- | ---------------------- | ----------- |
| Hoofdrollen    |                        |             |
| Jon Heder      | Napoleon Dynamite      |             |
| Efren Ramirez  | Pedro Sanchez          |             |
| Tina Majorino  | Deborah “Deb”          |             |
| Bijrollen      |                        |             |
| Aaron Ruell    | Kipland “Kip” Dynamite |             |
| Jon Gries      | Uncle Rico             |             |
| Haylie Duff    | Summer Wheatly         |             |
| Diedrich Bader | Rex                    |             |

## Citaten
- Deb: What are you drawing?
Napoleon Dynamite: A liger.
Deb: What's a liger?
Napoleon Dynamite: It's pretty much my favorite animal. It's like a lion and a tiger mixed... bred for its skills in magic.
- Napoleon Dynamite: Whatever I feel like I wanna do. Gosh!
- Napoleon Dynamite: You know, there's like a butt-load of gangs at this school. This one gang kept wanting me to join because I'm pretty good with a bo staff.

## Prijzen en nominaties
- 2004 Sundance Film Festival
 Genomineerd: Dramatic (Jared Hess)
- 2004 US Comedy Arts Festival
 Gewonnen: Best Feature (Jared Hess)
- 2005 MTV Movie Awards
 Gewonnen: Best Movie
 Gewonnen: Best Musical Performance (Jon Heder)
 Gewonnen: Breakthrough Male (Jon Heder)
- 2005 Broadcast Film Critics Association Awards
Genomineerd: Best Popular Movie
- 2005 Golden Trailer Awards
Gewonnen: Best Comedy
- 2005 Independent Spirit Awards
Genomineerd: Best First Feature
Genomineerd: Best Supporting Male (Jon Gries)
Genomineerd: Producers Award (Sean Covel en Chriss Wyatt)
- 2005 Online Film Critics Society Awards
Genomineerd: Best Breakthrough Filmmaker (Jared Hess)
Genomineerd: Best Breakthrough Performance (Jon Heder)
- 2005 Satelitte Awards
Gewonnen: Best Original Score (John Swihart)
Genomineerd: Best Motion Picture, Comedy or Musical
- 2005 Teen Choice Awards
 Gewonnen: Breakout Performance Female (Haylie Duff)
 Gewonnen: Dance Scene (Jon Heder)
 Gewonnen: Hissy Fit (Jon Heder)
 Gewonnen: Movie Comedy
 Genomineerd: Actor Comedy (Jon Heder)
 Genomineerd: Blush Scene (Jon Gries en Jon Heder)
 Genomineerd: Breakout Performance Male (Jon Heder)
 Genomineerd: Chemistry (Jon Heder en Efren Ramirez)
 Genomineerd: Liar (Jon Heder)
 Genomineerd: Love Scene (Jon Heder en Tina Majorino)
 Genomineerd: Rockstar Moment (Aaron Ruell)
 Genomineerd: Rumble (Jon Heder en Jon Gries)
 Genomineerd: Sleazebag (Jon Gries)

## Trivia
- De naam "Napoleon Dynamite" is een pseudoniem dat ook gebruikt werd door Elvis Costello voor zijn album “Blood and Chocolate". De producenten van de film zeggen dat het toeval is en dat zij niet op de hoogte waren van het pseudoniem.
- Jon Heder tekende alle tekeningen die in de film te zien zijn, behalve de eenhoorn.
- Jon Heder kreeg $1.000 betaald om Napoleon Dynamite te spelen.